# Pêche profonde
 (avril 2010).
Pour les articles homonymes, voir Pêche.

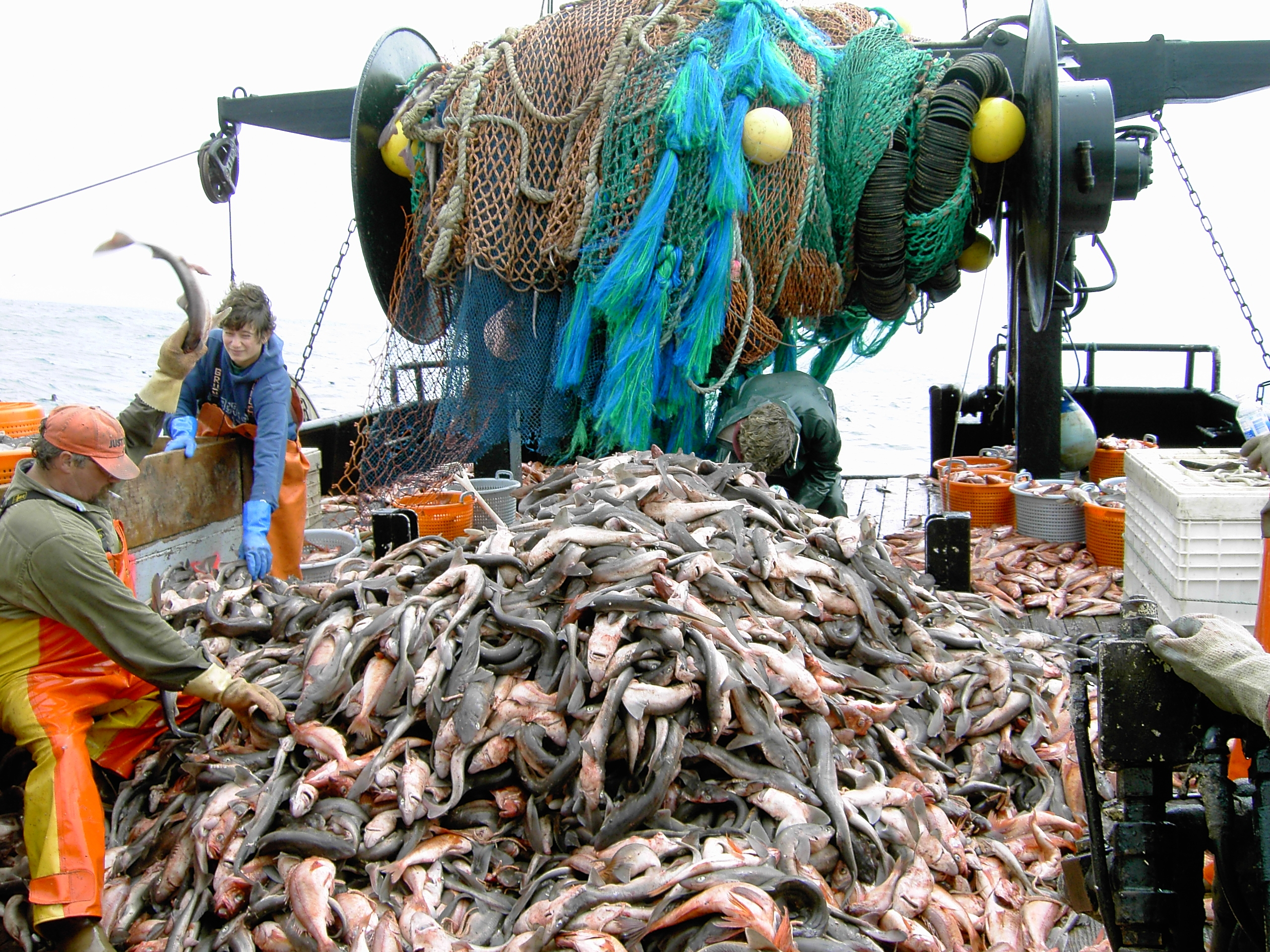
Un filet remontant des aiguillats communs.

L'expression « pêche profonde » ou « pêche en eaux profondes »  désigne toutes les formes de pêche exploitant les eaux profondes ou les grands fonds marins. La technique utilisée est essentiellement le chalut qui capture les poissons des profondeurs. 
C'est une pêche récente qui s'est développée à la fin du XXe siècle pour compenser l'effondrement des ressources halieutiques des eaux de surface, alors que la demande de poisson continuait à augmenter. La mise au point de câble d'acier ayant un excellent rapport résistance/poids a permis de rendre possible l'exploitation de zones autrefois totalement inaccessibles. Selon le comité des pêches de l'ONU « tout ce que remontent les engins de pêche (en eau profonde) inclut des espèces qui ne peuvent supporter que des taux d'exploitation de faible intensité ». Cette pêche nécessite donc une gestion et un suivi particulier, rendus difficiles par la grande profondeur où opèrent les engins. Les directives de la FAO concernent les eaux internationales, mais les « États côtiers peuvent, le cas échéant, appliquer les présentes Directives à l'intérieur de leurs zones de juridiction nationale » précise le texte (art. 10).

## Espèces visées

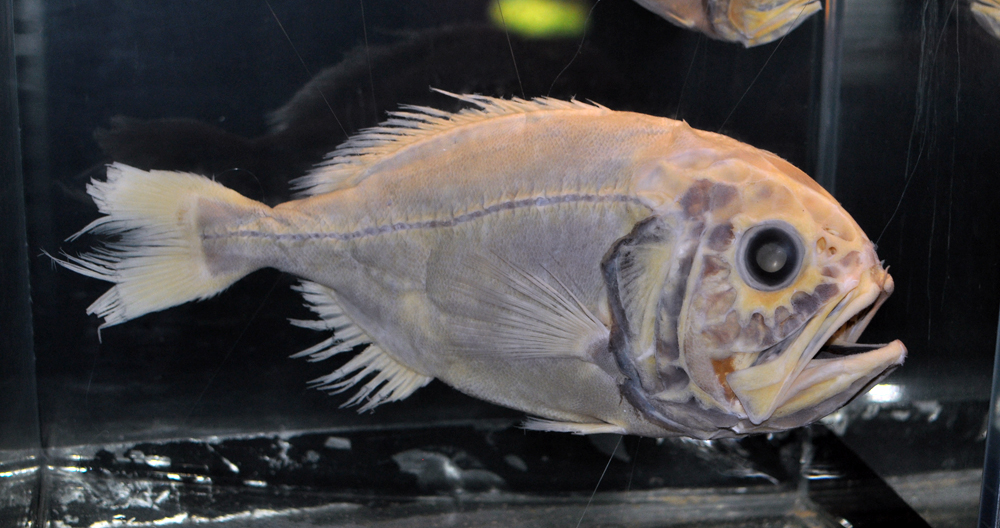
Un empereur conservé dans le formol.

Ce sont surtout les nombreuses espèces de sabres, grenadiers et empereurs.
Elles sont déjà surexploités sur une grande partie des zones de pêche, car leur croissance et leur cycle de reproduction sont très lents, notamment selon la FAO pour les raisons suivantes :
- maturité sexuelle très tardive (plusieurs décennies pour de nombreux poissons de grands fonds) ;
- croissance lente (en raison de la faible disponibilité en nourriture et de la température constante à 4 °C) ;
- espérance de vie longue (métabolisme lent) ;
- faible taux naturel de mortalité ;
- recrutement intermittent de classes annuelles de bonne qualité ;
- absence de ponte certaines années.

C'est une pêche coûteuse (navires et filets spécialisés), qui n'a pu se développer en Europe que grâce aux subventions publiques.
Cette pêche est notamment pratiquée dans les eaux internationales, dans l'hémisphère sud (notamment au large de l'Argentine). Une partie de la flotte est basée en Afrique du Sud.

En France, elle est surtout pratiquée à grande distance (mers de l'hémisphère sud), par une flotte basée en Bretagne et dans le Pas-de-Calais (Boulogne).

## Gestion des ressources
- Fin des années 1980 : des scientifiques alertent sur le déclin de la ressource là où la pêche est présente depuis moins de 20 ans pourtant
- En 1995, un accord est signé par certains pays aux fins de l’application des dispositions de la Convention des Nations unies sur le droit de la mer relatives à la conservation et à la gestion des stocks chevauchants et des stocks de poissons grands migrateurs adopté à New York en 1995
- En 2006, une résolution de l'ONU[1] encourage la FAO à intensifier ses travaux pour une meilleure gestion de la pêche profonde en haute mer, et à œuvrer pour « l’élaboration de normes et de critères à l’intention des États et des organismes ou arrangements régionaux de gestion des pêches, qui leur serviraient à identifier les écosystèmes marins vulnérables et à évaluer l’impact de la pêche sur ces écosystèmes, et l’établissement de normes pour la gestion des pêches en eaux profondes, grâce à l’élaboration d’un plan d’action international ».
- En 2007, le Comité des pêches (COFI)[2] a convenu que :
  - des normes et critères permettant d’identifier les écosystèmes marins vulnérables situés dans des zones hors de la juridiction nationale étaient nécessaires
  - il fallait évaluer les effets de cette pêche sur ces écosystèmes
  - des mesures de gestion conservatoire devait être mises en œuvre sur ces bases par les organisations et par les accords régionaux de gestion des pêches et les États du pavillon[3] ».
  - demandé à la FAO une consultation d’experts avant août 2007, pour préparer un projet de directives techniques et des normes pour la pêche hauturière en eaux profondes. Ce qui fut fait en novembre 2006 sur les questions générales quant à la pêche profonde ; puis en septembre 2007 pour la préparation d'un projet initial de directives ; avant qu'à Rome - en juin et novembre 2007- deux ateliers améliorent le projet de directive sur certains aspects (Données scientifiques quantitatives et qualitatives, évaluation de la destructivité de cette pêche et des impacts sur des habitats et écosystèmes vulnérables)

## Impact environnemental, halieutique et scientifique
Après une forte régression du stock de poissons à faible et moyenne profondeur, dès les années 1970 en Russie, puis à la fin des années 1980 (en Australie et Nouvelle-Zélande), mais surtout dans les années 1990, des techniques ont été développées pour aller pêcher de plus en plus profond, et jusque dans les grands fonds au-delà de 1000 m à la recherche de nouvelles espèces à commercialiser comme le flétan noir, le sabre noir, l'empereur ou le grenadier.
Ces stocks de poissons se distinguent par des caractéristiques qui les rendent particulièrement vulnérable à la surexploitation :  
- la biomasse accumulée est très importante, ce qui permet d'en capturer beaucoup avec peu d'effort de pêche ;
- leur dynamique des populations est très lente, la maturité sexuelle comme la croissance sont très lentes : on estime par exemple que le grenadier met au moins 14 ans à doubler sa population[4], contre par exemple 1,4 à 4,4 ans pour le bar[5] et la sardine[6].

Ces deux facteurs provoquent une exploitation brutale et non durable des stocks, selon la loi de Clark. Face au risque de surpêche et au faible rendement annuel de ces ressources, des scientifiques  déconseillent son exploitation :
« Plutôt que d'exploiter le poisson aux endroits les moins favorables des océans, il serait préférable de rebâtir une stratégie écologiquement et économiquement orientée vers les populations de poissons résilientes dans les secteurs les plus favorables, c’est-à-dire les eaux peu profondes et plus productives des écosystèmes qui sont plus proches des marchés.  »
Dix ans après de premières pêches parfois quasi-miraculeuses, les stocks de ces espèces se sont effondrés. Depuis les années 2000, la pêche des espèces d'eau profonde est strictement et complètement encadrée pour les navires communautaires : quotas, efforts de pêche limités, permis de pêche spéciaux, mesures techniques, zones de protection des écosystèmes vulnérables, zones de protection des concentrations de poissons reproducteurs, interdiction de la pêche de l'empereur, suivi satellitaire (Vessel monitoring system), préavis de débarquement dans des ports désignés, etc. Depuis 2003, l'effort de pêche et le nombre de navires a très fortement diminué.
Après des années d'exploitation non réglementée, cette pêche est considérée par certains experts scientifiques[Qui ?] comme ne menaçant plus les espèces capturées. Ce point de vue est fortement contesté par d'autres scientifiques comme Daniel Pauly. Ces derniers pensent que les objectifs de gestion des pêcheries souffrent d'un biais, le glissement de ligne de base : historiquement, le développement des outils et des travaux halieutiques a succédé la croissance des captures: les outils d'échantillonnages et de simulation des dynamiques des populations sont plus récents que la massification des captures. Les stocks estimés comme étant "naturels" ou "optimaux" seraient en réalité largement sous-évalués. Des données historiques, faisant état d'océan bien plus riche en organisme marins, semblent confirmer cette approche.
Le chalutage profond peut également entraîner une détérioration des épaves, entravant ainsi les fouilles d'archéologie sous-marine.

## Projets de réglementation
Sur la base des données disponibles (dont l'âge moyen des poissons pêchés, mesurés par leurs otolithes), cette activité s'est avérée destructive pour des écosystèmes très vulnérables.
La FAO recommande notamment :
- d'appliquer l'approche de précaution appliqué aux stocks de poissons[14];
- la conformité à une approche écosystémique des pêches.

En 2017, la pêche au-delà des profondeurs de 800 m, est interdite par la réglementation européenne.

#### Pêche professionnelle
- Situation mondiale des pêches et de l’aquaculture résumé de GreenFacts du rapport scientifique de la FAO
- Direction générale de la pêche et des affaires maritimes

### Vidéographie
- « Deep sea fisching - Hard Work On The High Seas », 2022 (consulté le 6 janvier 2023)